# Jordan Brady
Jordan Brady (né le 10 août 1964) est un réalisateur américain. Il a scénarisé et réalisé Dill Scallion (en) ainsi que réalisé Confessions of an American Girl (en), Une chambre pour quatre et The Third Wheel.
Jordan Brady a également été humoriste dans les années 1980, spécialisé dans le stand-up comic. Il aurait créé la réplique Bow Chicka Bow Wow!.
Sa plus récente production est I Am Comic (en).